# Thomas F. X. Noble

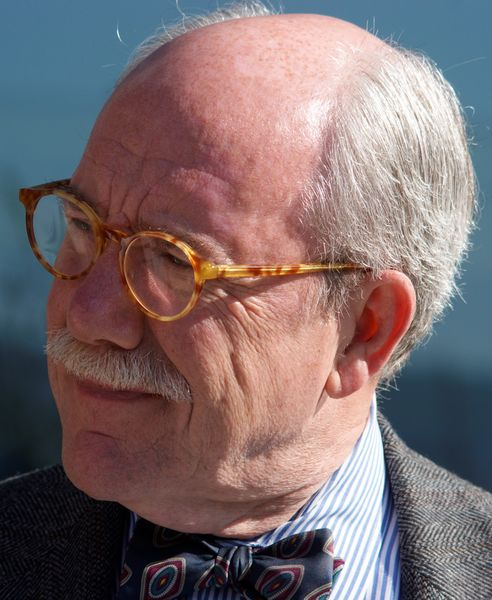
Thomas F. X. Noble im Jahr 2012, aufgenommen von Werner Maleczek auf einer Reichenau-Tagung des Konstanzer Arbeitskreises für mittelalterliche Geschichte

Thomas F. X. Noble (* 10. Mai 1947) ist ein US-amerikanischer Historiker.

Thomas Noble erwarb seinen Bachelor 1969 in Geschichte an der Ohio University und 1971 seinen Master in Geschichte und Latein sowie den Ph.D. 1974 in mittelalterlicher Geschichte an der Michigan State University. Die Dissertation behandelte Ludwig der Fromme und das Papsttum. Er lehrte als Lehrkraft (Instructor) am Albion College (1975) und an der Michigan State University (1975–1976). Er war Assistant Professor an der Texas Tech University (1976–1980) und an der University of Virginia (1980–1985). Er war Associate Professor (1985–1996) und Professor (1996–2000) an der University of Virginia. Er war von 2001 bis 2008 Robert M. Conway Director of the Medieval Institute und Professor für Geschichte an der University of Notre Dame. Von 2008 bis 2011 war Noble dort Professor für Geschichte and Vorsitzender des Fachbereichs. Noble lehrte von 2012 bis zu seiner Emeritierung 2016 als Andrew V. Tackes Professor of History an der University of Notre Dame. Im Jahr 2012 war er Präsident der American Catholic Historical Association und 2014 der American Society of Church History. Er gehörte zum Herausgebergremium der Fachzeitschrift Speculum (2003–2007 und 2007–2011). 
Seine Studien hatten wesentlichen Anteil an einem besseren Verständnis für die Karolingerzeit, der frühmittelalterlichen Geschichte des Papsttums und der Stadt Rom. Mit John Van Engen war er 2012 Herausgeber der Beiträge einer Tagung, die dem 12. Jahrhundert gewidmet war und 2006 in Notre Dame stattfand. Behandelt wurden in den Beiträgen die einzelnen Reiche (England, Frankreich, iberische Königreiche, Italien, Skandinavien, Polen), sozialgeschichtliche Themen (Stadt und Bauern) und der intellektuell-wissenschaftliche Aufschwung. Ihm wurden einige wissenschaftliche Ehrungen und Mitgliedschaften zugesprochen. Er war Member am Institute for Advanced Study in Princeton (1994) und am Netherlands Institute for Advanced Study (1999–2000). Er wurde 2002 Fellow der Società internazionale per lo studio del Medioevo latino (SISMEL) und 2004 Fellow der Medieval Academy of America. Er ist außerdem Mitglied der American Catholic Historical Association, der American Historical Association, der American Society of Church History und der Society for Italian Historical Studies. Im Jahr 1999 erhielt er von der University of Virginia die höchste Auszeichnung für Lehre, 2008 den Edmund P. Joyce, C.S.C., Award for Excellence in Undergraduate Teaching von der University of Notre Dame und 2011 den Sheedy Teaching Award. Ihm wurde 2011 der Otto Gründler Book Prize für seine Arbeit Images, Iconoclasm, and the Carolingians verliehen. In der Arbeit untersucht er erstmals, wie der byzantinischen Bilderstreit am päpstlichen Rom, im Frankenreich und an den Höfen Karls des Großen und Ludwigs des Frommen wahrgenommen, gedeutet und geistig verarbeitet wurde.
Noble ist verheiratet und hat zwei Kinder und vier Enkel.

## Schriften (Auswahl)
Monographien
- The Republic of St. Peter. The birth of the Papal State, 680–825. University of Pennsylvania Press, Philadelphia 1984, ISBN 0-8122-7917-4.
- Images, iconoclasm, and the Carolingians. University of Pennsylvania Press, Philadelphia 2009, ISBN 0-8122-4141-X.
- Charlemagne and Louis the Pious. The lives by Einhard, Notker, Ermoldus, Thegan, and the Astronomer. University of Pennsylvania Press, Philadelphia 2009, ISBN 978-0-271-03573-4.

Herausgeberschaften
- mit Yitzhak Hen: Barbarians and jews. Jews and judaism in the early medieval West. Brepols, Turnhout 2018, ISBN 978-2-503-58101-9.
- mit John Van Engen: European Transformations. The Long Twelfth Century. University of Notre Dame Press, Notre Dame/Indiana 2012, ISBN 978-0-268-03610-2.